# Os Cinco
Os Cinco (The Famous Five, na versão original) é uma colecção de livros de mistério e aventura, para crianças, escrita por Enid Blyton. A colecção é composta por 21 títulos que já foi adaptada para o cinema e para a televisão.

## Personagens
- Júlio (Julian na versão inglesa), o jovem com mais bom-senso
- Ana (Anne na versão inglesa), uma jovem muito prática
- David (Dick na versão inglesa), um jovem brincalhão
- Zé (Georgina na versão inglesa), a maria-rapaz
- Tim (Timmy na versão inglesa), o cão

Outras personagens:
- Tio Alberto (Uncle Quentin na versão inglesa), personagem muito distraída
- Tia Clara (Aunt Fanny na versão inglesa), caracterizada pela sua bonomia

## Obras
1. Os Cinco na Ilha do Tesouro (1942) - no original Five on a Treasure Island
2. Os Cinco numa Nova Aventura ou Nova aventura dos Cinco (1943) - no original Five Go Adventuring Again
3. Os Cinco Voltam à Ilha (1944) - no original Five Run Away Together
4. Os Cinco e os Contrabandistas (1945) - no original Five Go to Smuggler's Top
5. Os Cinco e o Circo (1946) - no original Five Go Off in a Caravan
6. Os Cinco e os Espiões ou Os Cinco salvaram o tio (1947) - no original Five on Kirrin Island Again
7. Os Cinco e os Comboios Misteriosos ou Os Cinco e o Comboio Fantasma (1948) - no original Five Go Off to Camp
8. Os Cinco Metem-se em Sarilhos ou Os Cinco na Casa do Mocho (1949) - no original Five Get into Trouble
9. Os Cinco e a Cigana ou Os Cinco e a Ciganita (1950) - no original Five Fall into Adventure
10. Os Cinco e as Jóias Roubadas ou Os Cinco no Lago Negro (1951) - no original Five on a Hike Together
11. Os Cinco Divertem-se a Valer ou Os Cinco no castelo da Bela-Vista (1952) - no original Five Have a Wonderful Time
12. Os Cinco e a Luz Destruidora ou Os Cinco na torre do farol (1953) - no original Five Go Down to the Sea
13. Os Cinco no Pântano Misterioso ou Os Cinco na planície misteriosa (1954) - no original Five Go to Mystery Moor
14. Os Cinco e os Raptores (1955) - no original Five Have Plenty of Fun
15. Os Cinco e as Passagens Secretas ou Os Cinco na casa em ruínas (1956) - no original Five on a Secret Trail
16. Os Cinco e os Aviadores Desaparecidos ou Os cinco e os aviadores (1957) - no original Five Go to Billycock Hill
17. Os Cinco e o Mistério na Neve ou Os Cinco nas montanhas de Gales (1958) - no original Five Get into a Fix
18. Os Cinco e os Gémeos Silenciosos ou Os Cinco na quinta dos Finniston (1960) - no original Five on Finniston Farm
19. Os Cinco nos Rochedos do Demónio (1961) - no original Five Go to Demon's Rocks
20. Os Cinco e a Ilha dos Murmúrios (1962) - no original Five Have a Mystery to Solve
21. Os Cinco e o Cientista Distraído ou Os Cinco e a torre do sábio(1963) - no original Five Are Together Again